# Alter Mönchhof
Der Alte Mönchhof im Heidelberger Stadtteil Neuenheim ist eine in den Jahren 1990–1992 eingerichtete Gaststätte. Sie befindet sich in einem denkmalgeschützten Wohnhaus, das zusammen mit einer Scheune, einem Wassertrog und einer Tordurchfahrt die letzten baulichen Überreste des historischen Mönchhofs (auch Schönauer Mönchhof und Münchhof), eines großen Hofguts des Klosters Schönau bzw. der Pflege Schönau, bildet.

## Lage
Der Alte Mönchhof befindet sich in der Mönchhofstraße 3 in Heidelberg-Neuenheim inmitten der gründerzeitlichen städtischen Bebauung, die auf der nördlichen Neckarseite nahtlos von Neuenheim nach Handschuhsheim übergeht und von der B 3 durchquert wird, die wenige Meter östlich des Gasthauses verläuft.
Im Mittelalter und der frühen Neuzeit beschränkte sich die Bebauung der heutigen Heidelberger Stadtteile Neuenheim und Handschuhsheim auf die kleinen Siedlungskerne, die von der Fernstraße von Heidelberg nach Frankfurt (der heutigen B 3) verbunden waren. Der Mönchhof lag auf freiem Feld ungefähr in der Mitte zwischen den beiden Orten an der Fernstraße.

## Geschichte

### Meierhof des Klosters Schönau
Der Mönchhof wurde erstmals 1204 erwähnt. Damals war er einer von 18 Meierhöfen, die von Papst Innozenz III. als Besitz des 1142 gegründeten Klosters Schönau bestätigt wurden. Der Hof war eine stattliche, ummauerte Anlage, die das Kloster mit Laienbrüdern unter der Leitung eines Ordensbruders, des Pflugmeisters, selbst bewirtschaftete. Im Hof bestanden wohl schon jeher vier Wohnhäuser, zahlreiche Nebengebäude und ein Brunnen.

### Pachthof der Pflege Schönau
Im Zuge der Reformation in der Kurpfalz wurde das Kloster Schönau 1558 aufgelöst und der Klosterbesitz kam an die Pflege Schönau, die durch die Verpachtung ihrer Ländereien den baulichen Unterhalt von Kirchen und Pfarrhäusern sicherte. 1580 umfasste der Mönchhof 178 Morgen Ackerland in 35 Stücken auf Gemarkung Neuenheim und Handschuhsheim, 3 Morgen Weinberge und ungefähr ein Dutzend Morgen Wiesen, teilweise auch auf Oftersheimer Gemarkung. 1590 war ein Matthias Vögelein Kellermeister des Schönauer Mönchhofs.
Bis 1682 wurde der Hof als Temporalbestand (also zeitlich beschränkt) verpachtet, ab 1682 in Erbpacht. Der erste Erbpächter war Ludwig Jakob Hechtmann. Nachdem der Hof wenige Jahre später im Pfälzischen Erbfolgekrieg von den Franzosen völlig niedergebrannt worden war, kam Hechtmann seinen Verpflichtungen nicht mehr nach und verlor das Pachtrecht.
1691 wurde der Hof zu gleichen Teilen an Leonhard Weber (Haus 2 und 3) und Hans Nikolaus Gerlach (Haus 1 und 4) sowie deren Ehefrauen vergeben. Die Pächter mussten sich verpflichten, Wohnhäuser, Scheune und Ställe bis 1692 wieder aufzubauen, den im Hof befindlichen Brunnen zu erhalten, als Kaufschilling einmalig 600 Gulden sowie zur Ablösung der Fron weiterhin jährlich 7½ oder nochmals einmalig 150 Gulden zu bezahlen und jährlich auf Martini eine bestimmte Menge an Naturalien sowie Wiesenzins abzuführen. Dafür erhielten sie 355 Morgen Ackerland, 3 Morgen Weinberge, 12 Morgen Wiesen, 6 Morgen Wald und vier Gärten innerhalb der Ringmauer des Hofes.

### Erweiterung um das „Lutherhaus“
Für die Pächter bedeutete der Hof ein gutes Auskommen. Infolge der damals guten Absatzpreise hatten sie im 18. Jahrhundert hohe Einnahmen vom Verkauf ihrer Erzeugnisse. Um 1750 erhielten die beiden Erbbeständer Johann Matthias Heckmann (aus Haus 2) und Konrad Gerlach (aus Haus 4) auch noch das nördlich des Mönchhof gelegene frühere Siechenhaus in Erbpacht. Diese frühere Elendenherberge wurde im Volksmund auch Lutherhaus genannt, weil sich Martin Luther anlässlich der Heidelberger Disputation dort aufgehalten haben könnte. In dem Gebäude war vom 17. bis zum 19. Jahrhundert mit Unterbrechungen die Gastwirtschaft Zum Goldenen Faß, die von den Bestandspächtern betrieben wurde.

### Der Mönchhof wird katholisch und Teil von Neuenheim
Von 1801 bis 1803 fand die Realteilung der Pflegegüter der Pflege Schönau statt, die zwischen reformierter und katholischer Kirche aufgeteilt wurden. Der Mönchhof kam dabei an die Katholische Schaffnerei. Bei der Neuordnung der Verwaltung blieb der Mönchhof zunächst eine eigenständige Siedlung, die einen gewählten Stabhalter in den Neuenheimer Gemeinderat zu entsenden hatte. 1823 wurde der Mönchhof gegen den Willen der Erbbeständer nach Neuenheim eingemeindet.
Zwischen 1826 und 1855 wurden die vier Wohnhäuser des Mönchhofs allodifiziert, indem die Erbbeständer die Gebäude als Eigentum erwerben konnten, dafür aber auf ihr Erbbestandsrecht für die meisten ihrer Felder verzichten mussten.
Nach dem Bau der Neckarbrücke (Vorläuferbauwerk der Theodor-Heuss-Brücke) 1877 wuchsen die kleinen Orte nördlich des Neckars bei Heidelberg rasch an. Noch im Jahr 1877 wurde die Mönchhofstraße angelegt und die Universität Heidelberg begann, sich nach Neuenheim auszudehnen. Rasch zeichnete sich ab, dass der Mönchhof mit seinen Garten- und Ackerflächen zu Baugrundstücken parzelliert werden würde. Das Lutherhaus wurde 1883 abgerissen, im Folgejahr wurde dort die Lutherstraße (früher Mönchhöfer Weg) zur Handschuhsheimer Landstraße hin verlängert. Neuenheim und Handschuhsheim wuchsen zusammen und wurden 1891 bzw. 1905 nach Heidelberg eingemeindet.

### Der Mönchhof im städtischen Gefüge
Um die Wende zum 20. Jahrhundert endete die landwirtschaftliche Nutzung des Mönchhofs, der nun von städtischer Bebauung umgeben war. Der Besitzer von Haus 1 und 4, Johann Georg Schröder († 1901), gab bereits zu Lebzeiten größere Geländeflächen an die Gemeinde Neuenheim ab, unter anderem zum Bau des neuen Friedhofs und der nach ihm benannten Schröderstraße. Nach dem Tod von J. G. Schröders Frau 1903 erwarb der Architekt und Bauunternehmer Georg Heinrich Schröder die Häuser 2 und 4. Im Lauf der Zeit wurden alle Gebäude bis auf Haus Nr. 4 abgerissen und anderweitig überbaut. Haus 1 diente zuletzt 1933 noch als Übungsobjekt der Feuerwehr.
Der Mönchhof als solcher verschwand völlig aus dem Ortsbild. Der Name blieb durch die Mönchhofstraße, den Mönchhofplatz und die Mönchhof-Grundschule jedoch präsent.
Das letzte verbliebene Gebäude Nr. 4 (heute: Mönchhofstraße 3) wurde 1990–1992 zu einer Gaststätte umgebaut und 1998 von Hans Jörg Schröder erworben. Die Türe weist eine Inschrift aus dem Jahr 1749 auf. Eine als Nebengebäude erhaltene Scheune datiert 1784. Eine Tordurchfahrt an dem Gebäudekomplex hat die (nicht aufgelöste) Inschrift R V 1761, die bisher keinem der damaligen Bestandspächter zuzuordnen war und vielleicht auf einen damaligen Kellermeister der Pflege Schönau zurückgeht. Zu den denkmalgeschützten Objekten der Anlage zählt außerdem noch ein Wassertrog von 1821.